# Віктор Франкл
Ві́ктор Емі́ль Франкл (нім. Viktor Emil Frankl; 26 березня 1905, Відень — 2 вересня 1997, Відень) — австрійський психіатр, психотерапевт і філософ єврейського походження, творець так званої Третьої віденської школи психотерапії.
В основній праці «Людина в пошуках справжнього сенсу», що була вперше опублікована в 1946 році, викладений його екстремальний досвід виживання в концентраційному таборі. Цей досвід став філософсько-емпіричною основою для створення нового методу екзистенційної психотерапії — логотерапії.
Згідно з логотерапією, рушійною силою людської поведінки є прагнення знайти та реалізувати наявний у зовнішньому світі сенс життя. Одною з ключових, саме людських, властивостей є воля до сенсу. Пригноблення цієї потреби, яку Франкл називав екзистенціальною фрустрацією, є частою причиною психічних та невротичних розладів особистості — ноогенних розладів. Логотерапія покликана допомагати людині зробити життя — своє минуле, сьогодення, майбутнє — осмисленнішим, і цим позбавити його від неврозу, який часто породжується відчуттям нісенітниці.

## Життєпис

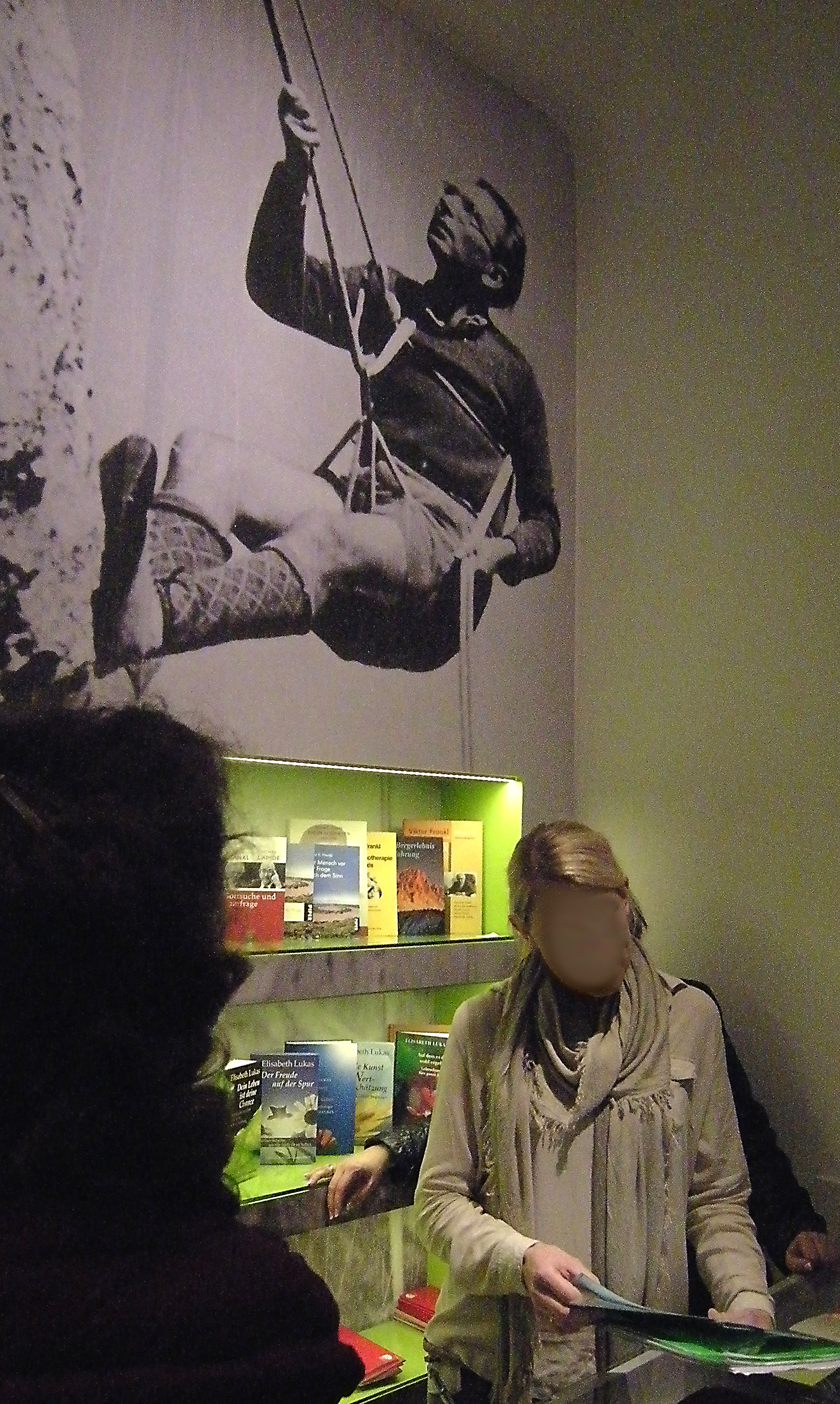
Франкл — скелелаз. Відкриття музею Франкла, Відень, 2015

Народився 26 березня 1905 року у Відні в родині єврейського походження.
З 1923 року навчався у Віденському університеті (спеціалізація — неврологія та психіатрія, напрямок — депресія та самогубство).
Під час навчання спілкувався із Зигмундом Фрейдом і співпрацював з Альфредом Адлером. Пізніше відійшов від психоаналізу.
У 1933—1937 роках очолював так званий «павільйон самогубців» (нім. Selbstmörderpavillon) у головній Віденській лікарні. Після анексії Австрії нацистською Німеччиною у 1938 році втратив право лікувати «арійських» хворих і мав перейти до Шпиталю Ротшильда (нім. Rothschild-Spital) — єдиної віденської лікарні, де все ще лікували пацієнтів єврейського походження. Там він працював за фахом і навіть робив операції на мозку. Його медичні рекомендації дали змогу врятувати кількох людей від нацистської програми евтаназії хворих.
У грудні 1941 року одружився із Тіллі Гроссер.
25 вересня 1942 року з дружиною та батьками був депортований до концтабору Терезієнштадт. Якийсь час йому дозволялося працювати за фахом. Але 19 жовтня 1944 року був відправлений до Аушвіцу. Його батьків було знищено в Аушвіці, а дружина померла у таборі Берген-Бельзен. Про це він дізнався лише після визволення.
Йому пощастило уникнути газової камери, але на тих, хто вижив, чекали нелюдські умови життя: голод, приниження, важка фізична робота за умов відсутності нормального одягу та харчування тощо. Крім того, людей тримали в постійному страху й стресі. За таких умов чимало людей здавалися і вмирали. Ті, хто вижив, проходили три стадії психологічної «адаптації». Перейшовши через усе це, спостерігаючи за собою й товаришами, Франкл виробив власну теорію психотерапії — логотерапію.
|             | Я бачив сенс свого життя в тому, щоб допомагати іншим побачити сенс у своєму житті. |
| — В. Франкл |                                                                                     |

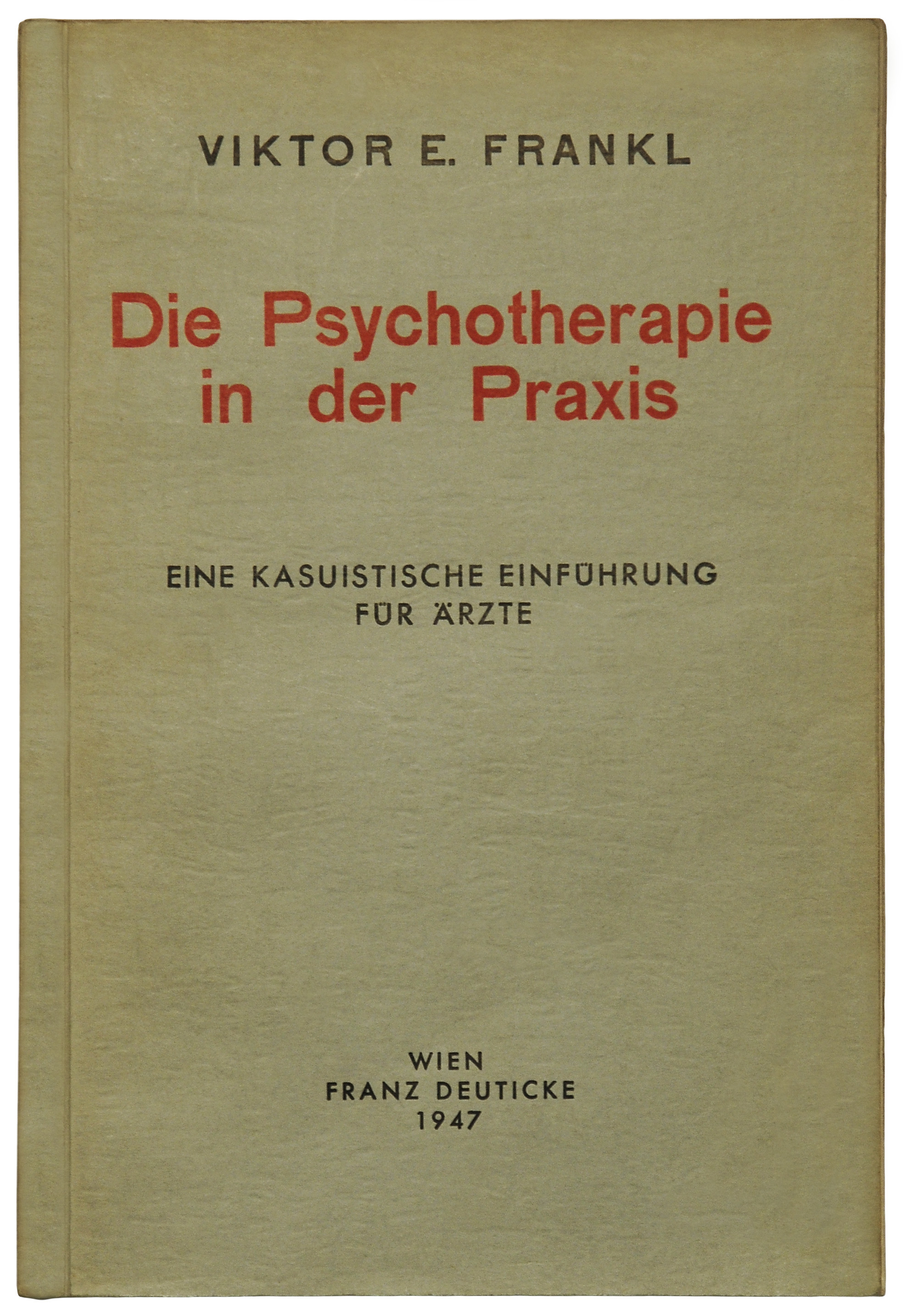
Психотерапія на практиці. Видання 1947 року

Пізніше він опише цей досвід у книзі «Людина у пошуках справжнього сенсу» (нім. Ein Psycholog erlebt das Konzentrationslager, в англійському перекладі — англ. Man's Search for Meaning: An Introduction to Logotherapy).
З Аушвіца його перевели до концтабору Дахау, де йому вдалося вижити й дочекатися 27 квітня 1945 року, коли табір був звільнений американцями.
Після війни протягом 25 років Франкл очолював неврологічну поліклініку у Відні.
У 1947 році одружився вдруге з Елеонорою Катаріною Швіндт, яка була практикуючою католичкою. Пара поважала релігійні погляди одне одного, вони разом ходили як до церкви, так і до синагоги, святкували Різдво й Хануку. Їхня дочка Габріеле стала дитячим психологом.
У 1948 році захистив докторську дисертацію з філософії на тему «Підсвідомий Бог».
У 1955 році став професором Віденського університету.
У 1970 році у Сан-Дієго (Каліфорнія) відкрився перший у світі інститут логотерапії. Сьогодні логотерапевтичні товариства є у багатьох країнах світу.
Його книги перекладено на 32 мови світу.
У 2016 році «Клуб сімейного дозвілля» видав українською мовою його книгу «Людина в пошуках справжнього сенсу» (Man's search for meaning).

## Антропологія
Людина має бути особистістю, яка стоїть вище за те, що її обмежує і те, що її зумовлює. Людина є настільки людиною, наскільки вона виходить за межі власної природи та стоїть вище власних інстинктів і бажань. Вона може їх контролювати й підкорювати, а не бігти за ними. Людина, на відміну від тварини, має духовну сферу буття, і те, що протистоїть усьому соціальному, тілесному і навіть психічному в людині — ми називаємо духовним. Духовне за означенням є вільним у людині. Духовне в людині те, що завжди можна заперечити. Людина завжди зорієнтована не на себе, а на якусь справу чи на іншу людину в любові до якої вона шукає себе, реалізує своє я. Таким чином, людина може віднайти себе тою мірою, у якій вона втрачає себе і не привертає до себе уваги.
Людина завжди була вільною істотою попри обставини. Свобода дає можливість людині бути «нелюдом» або святим. Свобода як атрибут буття — це якраз свобода від чогось, свобода для чогось.
Найперше свобода може виявлятися до генів, до обставин (середовища) і до захоплень. Щодо генів, то тут автор не згідний із приказкою «яблуня від яблуні не далеко падає», адже часто близнюки в одній сім'ї можуть жити протилежним життям: один — вбивця, а інший — поліцейський, наприклад. Те саме й обставини — не вони детермінують людину, а людина сама визначає як до них ставитись. Тому в таборах смерті й в катівнях було достатньо випадків як альтруїзму, так і примітивних форм виживання та егоїзму. Проте, очевидно, людина є вільною лише умовно, бо свобода не є тотожною до всемогутності через обмеженість природи.
Вразливим місцем антропології Фрейда було вчення про те, що людина найбільше прагне насолод, адже що більше людина їх прагне, то менше вона їх отримує, і навпаки: чим більше людина хоче уникнути страждань і невдоволеності, тим більше вона в це втрапляє. Людина завжди може сказати «ні» своїм інстинктам і примхам.

## Відзнаки
16 жовтня 1995 року надано звання «Почесний громадянин Відня».